# This Train
This Train è il primo album di Chrysta Bell in collaborazione con David Lynch pubblicato nel 2011.

## Tematiche
L'album ribadisce come l'immaginario del regista di culto sia ancora oggi suggestivo e misterioso, capace di abbracciare tutte le arti senza mai perdere il suo fascino, mentre Chrysta Bell dona nuova linfa a un universo imprendibile e in continuo e costante divenire.

## Tracce
Testi e musiche di Chrysta Bell, David Lynch, John Neff, Dean Hurley.
1. This Train – 7:02
2. Right Down To You – 5:02
3. I Die – 5:26
4. Swing With Me – 5:01
5. Angel Star – 4:27
6. Friday Night Fly – 4:10
7. Down By Babylon – 6:42
8. Real Love – 4:41
9. Bird Of Flames – 4:35
10. Polish Poem – 5:55
11. The Truth Is – 4:43

Durata totale: 57:44